# St. Nikolaus (Kahla)

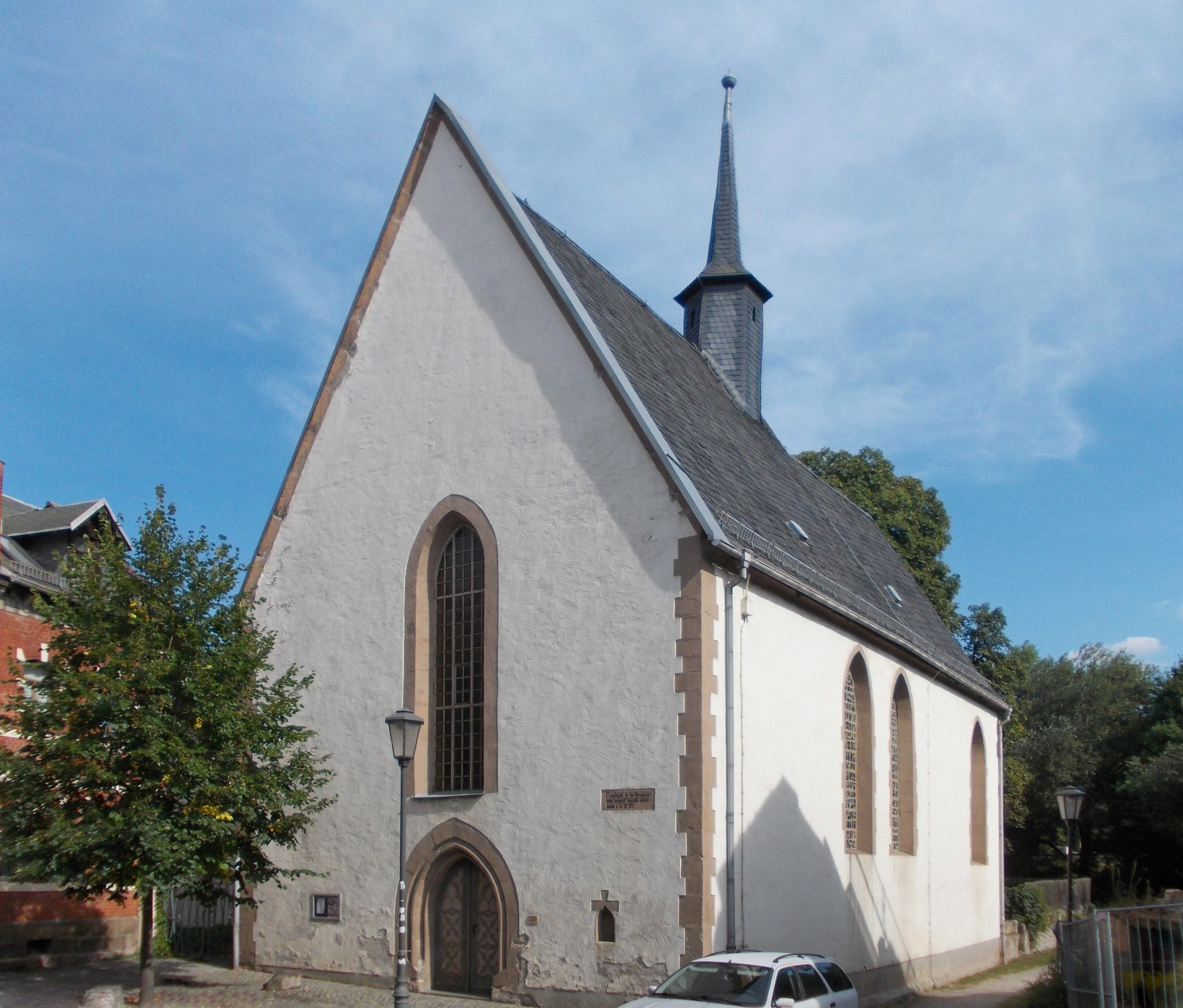
Kahla, St. Nikolaus

Die katholische Kirche St. Nikolaus steht an der Saalstraße Ecke Brückenplatz von Kahla, einer Kleinstadt im Saale-Holzland-Kreis von Thüringen. Sie ist Filialkirche von St. Elisabeth in Gera und gehört zum Dekanat Gera im Bistum Dresden-Meißen.

## Geschichte
Um 1458 stand am Standort der heutigen Kirche bereits eine Kapelle. 1483/84 wurde mit dem Bau der spätgotischen Hospitalkirche begonnen. Wie die Inschrift an der Eingangsseite im Westen bezeugt, wurde die Kirche im Jahre 1486 am Tag des heiligen Dionysius vollendet. 1525 wurde die Kirche profaniert. Von etwa 1550 bis Ende des 19. Jahrhunderts diente sie vorwiegend als Gottesackerkirche des ehemals benachbarten alten Friedhofs, zeitweise aber auch als Ausweichstätte für die Stadtkirche, wenn dort Umbauten oder Reparaturen anstanden. Seit Mitte der 1950er Jahre wird sie von der katholischen Gemeinde genutzt. Nach Instandsetzung und Neugestaltung des Innenraums 1962/63 wurde sie als katholische Kirche wieder geweiht. Die Kirche ist, nachdem sie beim Hochwasser 2013 beschädigt worden war, umfangreich saniert worden. Sie wurde von Heinrich Timmerevers, dem Bischof des Bistums Dresden-Meißen, erneut geweiht.

## Baubeschreibung
Die denkmalgeschützte spätgotische Saalkirche hat einen im Norden eingezogenen polygonal geschlossenen Chor. Auf dem Satteldach befindet sich ein Dachreiter. An Nord- und Westseite sind spitzbogige Portale mit profiliertem Gewände. Die spitzbogigen Fenster des Kirchenschiffs wurden restauriert bzw. neu eingesetzt. Die Kirchenausstattung von 1962/63 ist schlicht.
Im Zuge der letzten Sanierungsmaßnahmen wurden bewegliche Trennwände eingebaut, die zum Teil verglast sind. Die Kirche beherbergt zusätzlich zum Gottesdienstraum nun auch einen Gemeinderaum. Durch die Verlegung des Haupteingangs an den bisherigen Nord-Eingang ist die Kirche jetzt vor Hochwasser geschützt und barrierefrei zugänglich.

## Sauer-Orgel
Die Orgel mit neun Registern, verteilt auf zwei Manuale und Pedal, wurde 1949 von Wilhelm Sauer gebaut. Restauriert wurde sie vom Unternehmen Vogtländischer Orgelbau Thomas Wolf.
Disposition
- I. Manual: 1. Prinzipal 8′, 2. Nachthorn 4′, 3. Mixtur 3–4fach 8′
- II. Manual: 4. Singend Gedackt 8′, 5. Octave 4′, 6. Rohrflöte 2′, 7. Quinte 1 1/3′
- Pedal: 8. Subbaß 16′, 9. Baßflöte 4′
- Koppeln: Manualkoppel II/I, Pedalkoppel P/I, Pedalkoppel P/II
- Spielhilfen: eine freie Vorbereitung, Tutti, Handregister an, zusätzliche Fußtritte für Koppeln